# The Working Man
The Working Man is een film uit 1933 onder regie van John G. Adolfi. De film is gebaseerd op het boek The Adopted Father van Edgar Franklin. De film is eerder uitgebracht onder de titel Twenty Dollars a Week. In beide delen had George Arliss de hoofdrol. In de versie uit 1924 hadden ook Taylor Holmes en Ronald Colman rollen. De film werd in 1936 opnieuw gemaakt onder de titel Everybody's Old Man.

## Verhaal
Wanneer John Reeves ontdekt dat de vriend van het meisje op wie hij al een tijdje verliefd is, de eigenaar van de Hartland Shoes, is overleden, kan John niet lang rouwen, gezien hij nu een kans heeft bij het meisje en geen grote competitie meer heeft, omdat hij met zijn neef Benjamin Burnett ook een schoenenwinkel runt. Benjamin denkt echter John niet nodig te hebben.
Wanneer John gaat vissen in Maine, ontmoet hij Jenny en Tommy Hartland. Nadat hij Jenny redt, nodigen ze hem uit in hun huis in New York. Hier raakt hij betrokken in verscheidene zaken, hopend zijn winkel uit te breiden.

## Rolverdeling
| Acteur               | Personage                |
| -------------------- | ------------------------ |
| George Arliss        | John Reeves              |
| Bette Davis          | Jenny Hartland/Jane Grey |
| Theodore Newton      | Tommy Hartland           |
| Hardie Albright      | Benjamin 'Benny' Burnett |
| Gordon Westcott      | Fred 'Freddie' Pettison  |
| J. Farrell MacDonald | Henry 'Hank' Davis       |